# 形原町
形原町（かたはらちょう）は、かつて愛知県宝飯郡に存在した町。現在の蒲郡市西部に該当する。

## 地理
南は三河湾に面していた。

## 歴史
- 1618年（元和4年） - 松平家信が形原城に入城し、形原藩1万石が成立する。
- 1619年（元和5年） - 松平家信が摂津国高槻藩に移り、形原藩は廃止される。旧・形原藩は天領となった後、江戸時代末期は刈谷藩領、旗本領、寺社領などであった。
- 1875年（明治8年） - 形原漁港の整備が始まる。
- 1889年（明治22年）10月1日 - 形原村、金平村、一色村が合併し、形原村となる。
- 1924年（大正13年）4月1日 - 形原村が町制施行して形原町となる。
- 1962年（昭和37年）4月1日 - 形原町が蒲郡市に編入合併される。同日形原町廃止。

## 経済
- 形原漁港
- 形原温泉 - 1945年（昭和20年）の三河地震後に湧出した温泉。
- 蒲郡海浜病院 - 三浦万太郎や三浦こうによる病院。

## 教育

### 小学校
- 形原町立形原小学校[1]
- 形原北小学校

### 中学校
- 形原町立形原中学校

## 交通

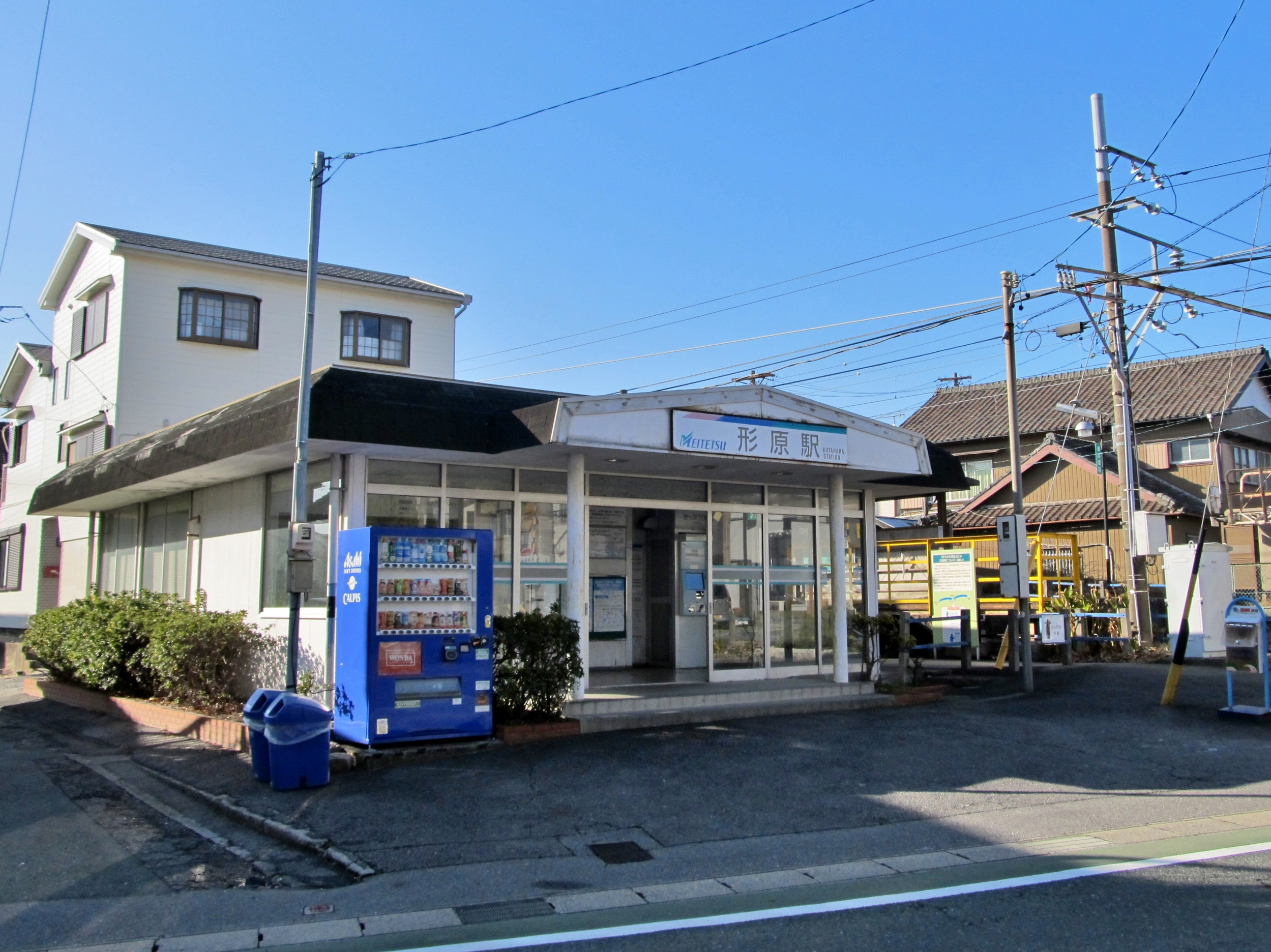
名鉄蒲郡線形原駅

### 鉄道
1936年（昭和11年）11月10日に三河鉄道蒲郡方面延長線が全通し、形原町には形原駅が設置された。1941年（昭和16年）6月1日には名古屋鉄道三河線となり、1948年（昭和23年）5月16日には現在の名称である蒲郡線となった。
- 名古屋鉄道蒲郡線
  - 形原駅

### 道路
- 国道247号
- 幡豆街道
  - 蒲郡と吉良吉田を結ぶ道路。「形原道」という別名を持つ。

## 名所・旧跡・観光スポット

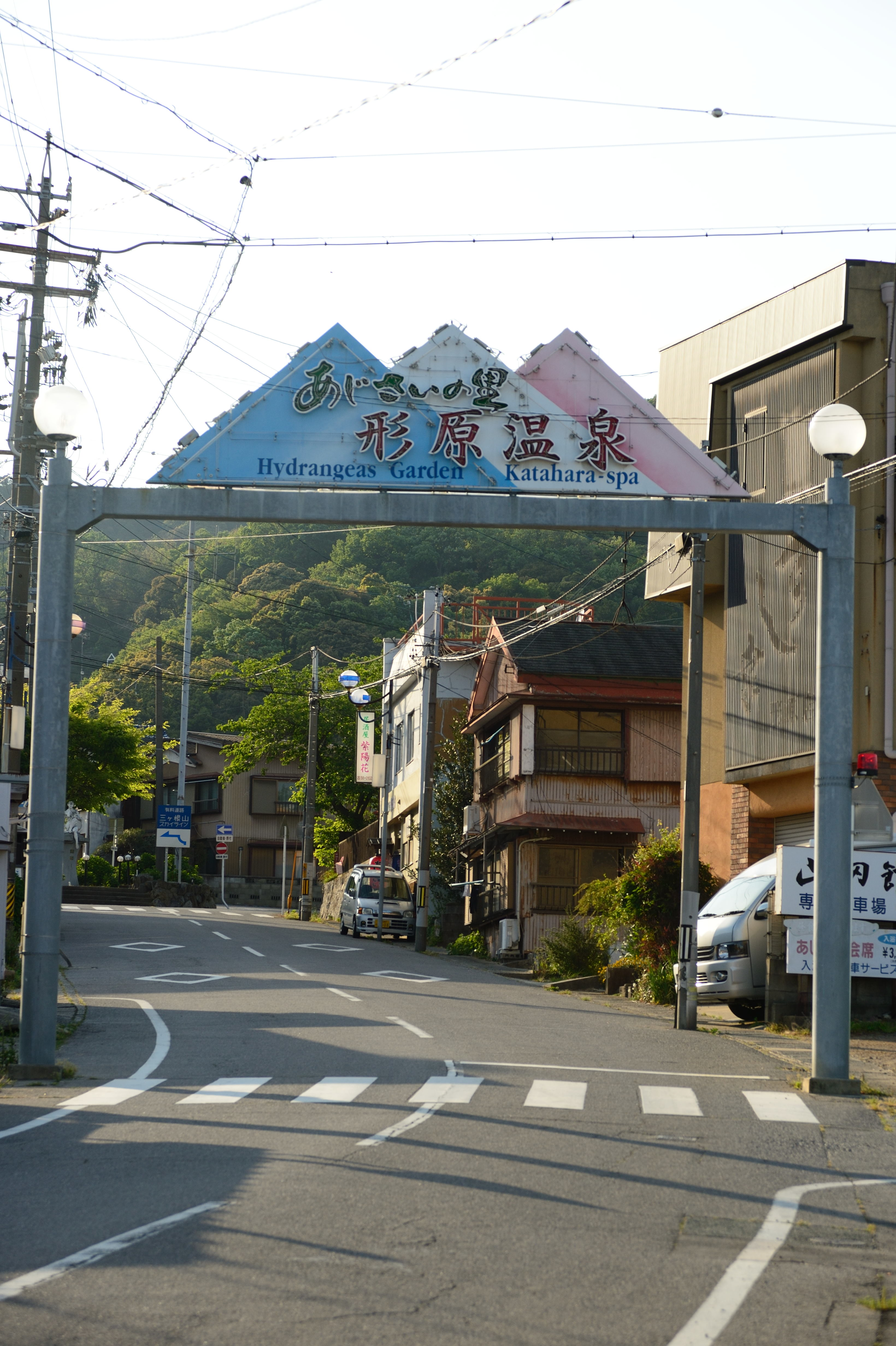
形原温泉

- 形原神社 - 蒲郡球場の南側にある神社。桜の名所[2]。
- 宝喜神社 - 温泉街道の北端近くにある神社[3]。
- 補陀寺 - 曹洞宗の寺院。形原温泉を発見したのは本寺院の住職であるとされる[4]。
- 形原城址 - 平山城であり稲生城の別名を持つ。
- 形原温泉 - レディ・ガマは形原温泉で頻繁に公演を行っている。
- あじさいの里 - 形原温泉の隣にある、5万株もあじさいが植えられている観光スポット。毎年6月にはあじさいまつりを開催[5]。

## 娯楽
- 形原劇場 - 東中畑にあった映画館[注 1]。
- 三海館 - 三浦町にあった映画館[注 2]。

## 出身者
- 三浦万太郎 - 眼科医・実業家。私費で形原漁港の埋立を行い、三浦町に名が残る。
- 鈴木英夫 - 映画監督。
- 三文字正平 - 弁護士。東京裁判における小磯國昭の弁護人。
- 山本富章 - 造形作家。